# Антонівка (Рівненський район)
Анто́нівка — село в Україні, у Рівненському районі Рівненської області. Населення становить 340 осіб. Входить до Березнівської територіальної громади.

## Населення
За переписом населення 2001 року в селі мешкали 334 особи.

### Мова
Розподіл населення за рідною мовою за даними перепису 2001 року:
| Мова       | Відсоток |
| ---------- | -------- |
| українська | 99,41 %  |
| білоруська | 0,29 %   |
| російська  | 0,29 %   |

## Історія
7 (20) листопада 1917 року, відповідно до Третього Універсалу Української Центральної Ради, увійшло до складу Української Народної Республіки.
12 червня 2020 року, відповідно до розпорядження Кабінету Міністрів України № 722-р від «Про визначення адміністративних центрів та затвердження територій територіальних громад Рівненської області», увійшло до складу Березнівської міської громади.
19 липня 2020 року, в результаті адміністративно-територіальної реформи та ліквідації Березнівського району, село увійшло до складу Дубенського району.

## Відомі люди
- Васильчук Святослав Карпович (нар. 1941) — український журналіст, письменник, громадський та політичний діяч, Заслужений журналіст України, кавалер ордена «За заслуги» III ступеня.